# Ukraińska Partia Demokratyczno-Radykalna
Ukraińska Partia Demokratyczno-Radykalna (UDRP) – ukraińska partia polityczna, powstała w końcu 1905 w Kijowie.
Powstała z połączenia Ukraińskiej Partii Demokratycznej i Ukraińskiej Partii Radykalnej, organizowała inteligencję o umiarkowanych poglądach.
Programem UDRP było staranie się o szeroką autonomię w ramach Imperium Rosyjskiego, oraz postulowanie przymusowego wykupu ziemi oraz zakładów przemysłowych od właścicieli, które miały być z czasem nacjonalizowane.
UDRP posiadała posłów w I i II Dumie Państwowej, tworząc osobną frakcję ukraińską.
Organami prasowymi były: „Hromadska Dumka”, „Rada” i „Ridnyj Kraj”.
Partia rozpadła się w 1908, a większość jej członków utworzyła Towarzystwo Ukraińskich Postępowców.